# Вранинци
Вранинци (мкд. Вранинци) су насеље у Северној Македонији, у источном делу државе. Вранинци су у саставу општине Кочани.

## Географија
Вранинци су смештени у источном делу Северне Македоније. Од најближег града, Кочана, насеље је удаљено 10 km северно.
Насеље Вранинци се налази у историјској области Осогово, на јужним падинама Осоговске планина. Источно од насеља протиче Оризарска река, која се јужније улива у реку Брегалницу. Надморска висина насеља је приближно 730 метара. 
Месна клима је планинска због знатне надморске висине.

## Становништво
Вранинци су према последњем попису из 2002. године имали 10 становника.
Претежно становништво у насељу су етнички Македонци (100%).
Већинска вероисповест месног становништва је православље.